# Белградський Ліс
41°11′41″ пн. ш. 28°57′05″ сх. д. / 41.1947° пн. ш. 28.9514° сх. д.
Белградський Ліс (тур. Belgrad Ormanı) — мішаний ліс на площі 5500 га в Туреччині. Розташований на крайньому сході Фракійського півострова, за 15 км на північний схід від Стамбула.

## Історія

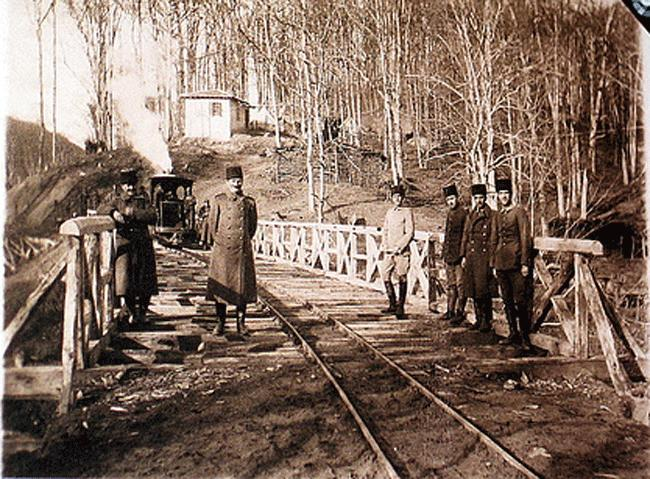
1915 рік

Згідно із записами, 1826 року, після придушення повстання яничарів, яничари почали збиратися в Белградському лісі; дії проти них в лісі були неефективними. Після трьох місяців переслідувань, було вирішено підпалити ліс, щоб загнати повстанців у глухий кут. Таким чином, значну кількість лісу було спалено.

## Галерея

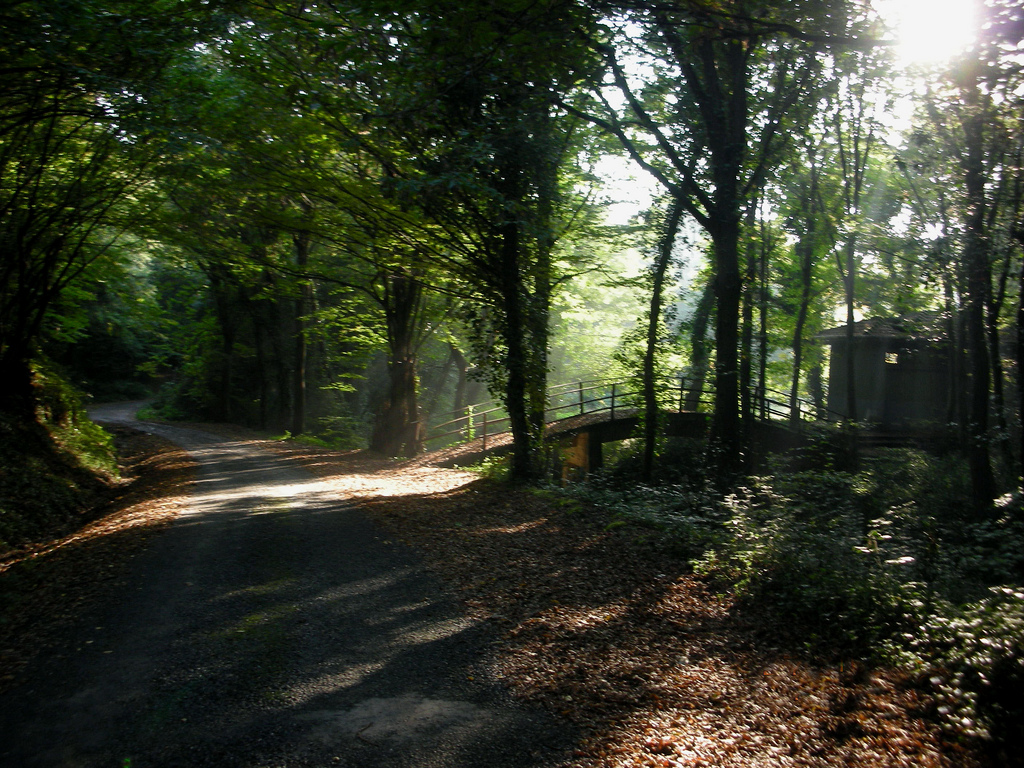
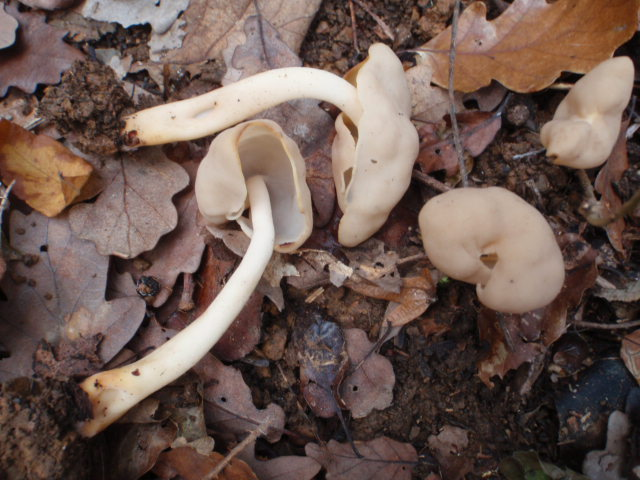